# Paramignya grandiflora
Paramignya grandiflora är en vinruteväxtart som beskrevs av Oliver. Paramignya grandiflora ingår i släktet Paramignya och familjen vinruteväxter. Inga underarter finns listade i Catalogue of Life.